# Lasiopa benoisti
Lasiopa benoisti är en tvåvingeart som beskrevs av Seguy 1930. Lasiopa benoisti ingår i släktet Lasiopa och familjen vapenflugor. Inga underarter finns listade i Catalogue of Life.